# Bulanık
Bulanık – miasto w Turcji, w prowincji Muş. W 2000 roku liczyło 30 000 mieszkańców.